# 秋田県道46号秋田空港線
秋田県道46号秋田空港線（あきたけんどう46ごう あきたくうこうせん）は、秋田県秋田市内を通る主要地方道である。秋田県道9号秋田雄和本荘線から続く空港道路の愛称があった。

## 概要
秋田空港が現在地へ移転することにともない計画された道路である。秋田市街から秋田空港へのアクセス道路として、またあきたびライン経由で秋田空港ICへの接続道路で利用される。

### 路線データ
- 総延長 : 6.506 km[2]
- 実延長 : 6.506 km[2]
- 起点 : 秋田県秋田市雄和椿川字山籠40番1（秋田空港）[3][注釈 1]
- 終点 : 秋田県秋田市雄和妙法寺字上大部17番（秋田県道9号秋田雄和本荘線交点）[3][注釈 2]
- 未供用区間 : なし[2]

## 歴史
- 1978年（昭和53年）3月30日 - 秋田県道に認定される[3]。
- 1981年（昭和56年）6月26日 - 起点に秋田空港が開港する。
- 1993年（平成5年）5月11日 - 建設省から、県道秋田空港線が秋田空港線として主要地方道に指定される[4]。
- 2004年度 - 当県道から空港入口交差点で直進して連続するあきたびラインの椿台ランプ - 空港入口交差点間が開通し、秋田空港ICまで最短距離で結ばれる。

## 路線状況

### 重複区間
- 秋田県道326号秋田空港東線（秋田市雄和椿川字山籠40番1・起点 - 秋田市雄和椿川字山籠48番3地先・秋田空港地内）、174 m[2]
- 秋田県道61号秋田御所野雄和線（秋田市雄和椿川・交点 - 秋田市雄和平尾鳥・交点）約1.5km[2]

### 冬期閉鎖区間
- なし[5]

### 交通不能区間
- なし[6]

## 地理

### 交差する道路
| 施設名                       | 接続路線名                                                                                 | 備考                       | 所在地                                                        |
| ---------------------------- | ------------------------------------------------------------------------------------------ | -------------------------- | ------------------------------------------------------------- |
| 秋田空港                     | 秋田県道326号秋田空港東線                                                                  | 起点（キロポスト上は終点） | 秋田市雄和椿川字山籠40番1                                     |
| （秋田空港出口ランプ）       | 秋田県道326号秋田空港東線                                                                  |                            | 秋田市雄和椿川字山籠48番3地先                                 |
| 空港入口交差点               | 秋田県道61号秋田御所野雄和線 あきたエアポートライン（現道） あきたびライン（自動車専用道） |                            | 秋田市雄和椿川北緯39度36分32.66秒 東経140度12分7.16秒         |
|                              | 秋田県道61号秋田御所野雄和線                                                               |                            | 秋田市雄和平尾鳥字大巻北緯39度36分0.37秒 東経140度12分20.78秒 |
| 秋田南消防署雄和分署前交差点 | 秋田県道9号秋田雄和本荘線                                                                  | 終点（キロポスト上は起点） | 秋田市雄和妙法寺字上大部                                      |

### 沿線の施設など
- 秋田空港
- 秋田国際ダリア園
- 雄和郵便局
- 秋田市雄和市民サービスセンター